# 平住専安
平住 専安（ひらずみ せんあん、生年不詳 - 享保19年8月7日（1734年9月4日））は、元禄年間から宝永年間にかけて伊予吉田藩（伊達氏、現・愛媛県宇和島市吉田町）にて御殿医を勤めた儒医で、儒学者、朱子学者（崎門学脈（山崎闇斎）、浅見絅齋-山本復斎門下）、本草学者でもあった。名は「周道」。字は「専安」。号は「専庵」、「専菴」、「建春山人」、「橘墩」、「橘館」、「静斎」、「季直」と称した。

## 人物
家督を譲り隠居の身となった晩年、正徳年間から享保年間にかけては生来の好奇心からか、経済、文化、情報が発達した大坂（摂州大阪北久宝寺町三丁目）に移り住んだ。そこで医を開業して生計を立て、諸生に学問を教授しながら多くの書を著した。著書はおもに儒学や医学の書であるが、中には軍書、歴史書と言ったものもあり、広く学問を学び、独特の学識を持ち合わせた人物であったことを物語る。また、能書家という一面も垣間見える。
平住専安の享年は不詳だが、『分類故事要語』（正徳4年・1714年刊）の村田通信による序文に、「静斎（平住専安）」の事を「靜翁」との記述が有り、発刊の20年後に没していることから、かなりの長寿であったと思われる。
享保19年8月7日（1734年9月4日）死去。享年不詳。法名は肘方軒元廣泰翁居士。墓所は愛媛県宇和島市吉田町の玉鳳山大乗寺。

## 著書
- 『分類故事要語』（ぶんるいこじようご）
  - 中国の故事をまとめた書。
  - 本書は、読書好きの専安が漢籍の書を読む傍ら、目に留まった文章に和解を加えて書き溜めていたものを書肆に乞われ整理して著した。刊年の分かる専安の著書として最初のものと言われている。

- - 正徳4年（1714年）刊、十巻＋附録一巻十冊。「静斎、橘墩の印」名義。

- 『前々太平記』（ぜんぜんたいへいき）
  - 奈良時代から平安時代前期までの歴史をあつかった軍記物語。
  - 本書は、平安時代中、後期に起きた合戦、内紛を描いた、『前太平記』（天和元年（1681年））の前史で、聖武天皇の即位（724年）から、醍醐天皇の治世（897年-930年）までを一事件ごとの物語を一条とし、その集大成として146条にて成り立っている。本書の特徴として、『伊勢物語』や『源氏物語』の記述に熱心である事、仏教の記述が多い事、仏教、神教、儒教の三教いずれにも偏らない啓蒙書としての立場をとっている事があげられる。のちに本書を典拠として、建部綾足が『本朝水滸伝』を著すなど江戸時代中、後期の著述家に大きな影響を与えた。また本書は、『太平記』ブームにあやかった通俗史書ではあるが、そこに描かれる世界は、講釈、浄瑠璃、歌舞伎、小説などに多くの題材を提供し、歌舞伎鑑賞や読本を行う上での下地となる歴史教養を、当時の江戸の人々にもたらしたものである。

- - 正徳5年（1715年）刊、総目録＋二十一巻二十二冊。「建春山人、橘墩」名義。

- 『日本古戦記』（にほんこせんき）
  - 軍書。

- - 正徳年間刊、二巻二冊。「建春山人」名義。

- 『唐土訓蒙圖彙』（もろこしきんもうずい）
  - 中国（唐土）の知識を数多く取り入れた江戸時代中期の絵入りの百科事典。
  - 本書は、平住専安が書き上げた解説文に、大坂生まれの絵手本画家で浮世絵師である橘守国（延宝7年（1679年）-寛延元年10月（1748年））が挿絵を入れて、平易な百科辞典としての体裁をとっている。「訓蒙」とは啓蒙する事、「圖彙」とは絵入りであることを意味する。したがって学問の初心者、婦女子などに向けて広く学問を奨励しようと著された書である。実際、当時のベストセラーであったようで、何度も版を重ねている。

- - 享保3年（1718年）刊、序目＋十四巻十五冊。「平住周道」名義。
  - 享保4年（1719年）刊、序目＋十四巻十五冊。「平住専庵」名義。

- 『袖珍医方大成』（しゅうちんいほうたいせい）
  - 医学書。

- - 享保5年（1720年）刊、一巻一冊。「平住専庵」名義。

- 『南方草木状』（なんぽうそうもくじょう）
  - 本草（薬草）の書。
  - 本書は、晋・嵆含(けいがん)が著した中国最古の植物誌を訓点した書。

- - 享保11年(1726年)刊、三巻三冊。「平住専安」 名義。

- 『産科俗訓』（さんかぞくくん）
  - 医学書。
  - 本書は、妊婦とその家の者に対して、産前・出産・産後・新生児についての心得を箇条書に示した家庭医学書。

- - 享保17年（1732年）刊、二巻二冊。「平住専菴」名義。

- 『袖珍本草雋』（しゅうちんほんそうせん）
  - 本草（薬草）の書。
  - 本書は、専安の没後遺書として著された本草のガイドブック（袖珍＝袖に入るほどの小型のもの）。本草家の松岡玄達が手を加え、全体を整理し使いやすくなっている。

- - 宝暦5年（1755年）刊、二合綴。「平住専庵」名義。

- 『小学句読拙解』（しょうがくくとうせっかい）
  - 朱子学の書。

- - 刊年不詳、八巻八冊。

- 『周易本義拙解』（しゅうえきほんぎせっかい）
  - 占い（周易）の書。

- - 刊年不詳、十二巻十二冊。「平住専庵」名義。

- 『易学啓蒙索驥編』（えきがくけいもうさくきへん）
  - 占い（周易）の書。

- - 刊年不詳、四巻四冊。「平住専庵」名義。

- 『星学要知』（せいがくようち）
  - 占い（周易）の書。

- - 刊年不詳。

- 『五行活套』（ごぎょうかっとう）
  - 占い（断易）の書。

- - 刊年不詳。

- 『ト筮私考』（ぼくぜいしこう）
  - 占い（断易）の書。

- - 刊年不詳。「平住専庵」名義。

- 『ト筮擲丸要訣』（ぼくぜいてきがんようけつ）
  - 占い（断易）の書

- - 刊年不詳。

【能書】
- 『正気歌』（せいきのうた）
  - 「正気歌」とは中国南宋末の宰相、文天祥が元軍と戦って敗れ捕らえられ、元の大都（北京）の獄中にて作った五言の古詩の題名で、日本では「せいきのうた」と読みならわしている。「正気」とは、天地に存在する物事の根本をなす気のことで、正しい気風、正義という意味もある。

- - 享保13年9月　「平住専庵」書、一帖。住吉大社へ大野木定堅など四肆が奉納。（住吉御文庫　蔵）

- 『源氏物語かるた』（げんじものがたりかるた）
  - 江戸中期の作、各五十四枚揃。　函蓋に「平住専安御筆也」と墨書。

【序文、前付、後付を寄せた著書】
- 『孔門必読』（こうもんひつどく）　　　　　　 　　　正徳4年(1714年)刊、二巻四冊。橋本嘉 著、「平住専庵」名義序文。
- 『鍼灸重宝記』（しんきゅうちょうほうき）　　　　享保3年(1718年)刊、一巻一冊。本郷正豊 著、「平住専菴」名義序文。
- 『赤城義臣伝』（せきじょうぎしんでん）　　　　　享保4年(1719年)刊、首巻一＋十四巻十五冊。片島深淵子 著、「平住専庵」名義序文。
- 『画筌』（がせん)　　　　　　　　　　　　　　　　　　享保6年(1721年)刊、六巻六冊。林守篤 著画、「平住専安」名義前付。
- 『画典通考』（がてんつうこう）　　　　　　　　　　享保12年(1727年)刊、十巻十冊。大岡普斎 著、橘守国 画、「平住専安」名義後付。